# Кэнтон, Джон
Джон Кэнтон (англ. John Canton; 1718—1772) — английский физик-экспериментатор.

## Биография
Джон Кэнтон родился 31 июля (11 августа) 1718 года в Страуде в семье рабочего-ткача. С 1745 года руководил частной школой в Лондоне.
Исследования по электричеству, магнетизму, оптике, теплоте. Продемонстрировал электризацию воздуха, электризацию через влияние (электризация цилиндра при приближении наэлектризованного шара), сконструировал электроскоп, электрометр (1753).
Кэнтон подтвердил различие в сопротивлении различных тел. В 1759 году установил, что электризация в турмалине возникает и при его охлаждении, в 1760 году обнаружил, что свойством турмалина обладает также бразильский топаз, в 1762 году показал, что возникающие при нагревании турмалина электрические заряды равны по величине и противоположны по знаку.
Член Лондонского королевского общества (1749). Дважды лауреат медали Копли (1751, 1764).
Разработал метод получения сильных искусственных магнитов и первый создал мощные искусственные магниты. Усовершенствовал электрическую машину (1762). В том же году доказал сжимаемость воды.
Джон Кэнтон умер 22 марта 1772 года в британской столице.